# Blackburnium angulicorne
Blackburnium angulicorne är en skalbaggsart som beskrevs av Macleay 1873. Blackburnium angulicorne ingår i släktet Blackburnium och familjen Bolboceratidae. Utöver nominatformen finns också underarten B. a. convexicolle.